# Carriacou
Carriacou (en inglés: Carriacou Island), también mencionada como Cariobacú, es una isla dependiente de Granada situada en el mar Caribe, parte de la cadena de las islas Granadinas. Está separada de San Vicente y las Granadinas en el norte por el canal de Martinica. Es una de las Islas de Barlovento. Su superficie es de 31 km² y tenía una población estimada en 6 063 habitantes, según el censo de 2001.

## Geografía
Carriacou es la isla más grande de las Granadinas de Granada y también de todas las islas Granadinas (que incluyen las islas de San Vicente y las Granadinas). Se encuentra en la latitud 12°28′'' N, longitud 61°27′'' W.
Carriacou tiene unos 10 000 habitantes, de los cuales aproximadamente un 10% vive en la capital, Hillsborough, el único pueblo o ciudad de la isla. La autoridad portuaria está en Tyrell Bay, que es también donde atraca el ferry desde Granada. La bahía de Tyrell tiene varios bares y restaurantes y es en donde se encuentran los manglares, que una zona protegida, además de criadero de ostras, utilizada por yates para protegerse de los huracanes. Los asentamientos más grandes de la isla, además de la capital, son L’Esterre, Argyle, Dumfries, Grand Bay, Meldrum y L’Appelle. La mayoría de ellos son pueblos muy pequeños.
Entre las playas más destacadas de Carriacou se cuentan Paradise Beach y Anse La Roche.

## Cultura
Los bailes europeos (ingleses o franceses), como el quadrille, siguen siendo populares en la isla a día de hoy. El Big Drum es el baile más popular de la isla y se realiza en ocasiones especiales. Carriacou tiene fama de ser la isla más amigable, saludable y segura del Caribe. Pierrot de Carriacou, o Shakespeare Mas, es originario del monte Royal.

## Residentes notables
- Herbert Blaize (1918-1989), político, exPrimer ministro de Granada.
- Canute Caliste, pintor de aficionado y violinista de la danza del quadrille.[6]
- Leonard James Paterson, padre de Basil Paterson, abuelo de David Paterson
- Linda Lorde, madre de la escritora Audre Lorde
- Malvina Wells (1804-1887), nacida en Carriacou, única persona conocida que, nacida esclava, está enterrada en Edimburgo

## En literatura
- Carriacou y el baile del Big Drum aparecen en la novela Praisesong for the Widow, de Paule Marshall.
- Audre Lorde, en su obra autobiográfica Zami: A New Spelling of My Name (Zami: Una nueva forma de escribir mi nombre) rememora la isla de Carriacou, desde donde emigraron los padres de la autora para instalarse en Nueva York.[7]